# Bonnanaro
Bonnanaro (en sard, Bunnanaru) és un municipi italià, dins de la província de Sàsser. L'any 2007 tenia 1.064 habitants. Es troba a la regió de Meilogu. Limita amb els municipis de Bessude, Borutta, Mores, Siligo i Torralba.

## Administració
| Període | Identitat              | Partit        |
| ------- | ---------------------- | ------------- |
| 2006-   | Fabio Francesco Chessa | Llista cívica |